# Falsischnolea flavoapicalis
Falsischnolea flavoapicalis là một loài bọ cánh cứng trong họ Cerambycidae.